# ベンゼストロール
ベンゼストロール（英：Benzestrol（INN、BAN））（商品名Chemestrogen、Ocestrol、Octestrol、Octoestrol、Octofollin）は、以前は医療用に使用されていたが、その後使用が中止されたスチルベストロール系合成非ステロイド性エストロゲンである。最もよく知られているジエチルスチルベストロール（DES）であるスチルベストロール系エストロゲンは、1900年代半ばに広範囲に使用され、使用した女性の子供に腫瘍を発生させたため、最終的にFDAによって禁止された。

## 医療用
ベンゼストロールと他のスチルベストロールは、早産を防ぐために合成エストロゲンとして使用された。早産は、母親が自分で十分なエストロゲンを分泌していないために起こるという理論に基づき、医師はエストロゲンレベルを上げるために母親にベンゼストロールを処方した。
過去に、正常な雌ラット、成熟雌ラット、去勢雌ラットを使った研究がなされている。ベンゼストロールを0.8～1.0µg注射すると、去勢雌ラットに2.0～2.5µgのエストロンを注射したときと同様の発情が生じた。これは、エストロゲン産生を増加させるためにエストロンと同じ効果を得るには、より少ないベンゼストロールですむという点で重要である。過去には非ステロイド性エストロゲン拮抗薬として使用されていた。

## 薬理学

### 薬物動態学
ベンゼストロールは非常に強力なエストロゲンとして記載されている。エストロゲン受容体に対するエストラジオールのrelative binding affinityの約130％であると報告されている。

## 化学
ベンゼストロールは通常、スチルベストロール系エストロゲンに分類される。しかし、ベンゼストロールは、その中心鎖が炭素1つ分伸長しているため、厳密にはスチルベストロール誘導体ではない。いずれにせよ、スチルベストロール系エストロゲンに非常に近いアナログである。

## 歴史
ベンゼストロールはスチルベストロール系エストロゲンに属する薬物である。これらは1930年代後半に初めて製造された。ベンゼストロール自体は1946年に報告された。 1953年、ベンゼストロールをはじめとするスチルベストロールについて、早産を防ぐ効果があるか実験が開始された。1953年に行われたこの研究では、ベンゼストロールは早産を防ぐ効果がないことが判明した。1971年の研究では、ベンゼストロールが、母親が妊娠中にベンゼストロールを服用していた少女や女性における稀な膣癌の原因であることが判明した。